# Pietro di Castiglia
Pietro di Castiglia (Siviglia, 1260 – Ledesma, 20 ottobre 1283) è stato un principe castigliano, terzogenito del re Alfonso X e signore di Ledesma, Alba de Tormes, Salvatierra, Galisteo, Miranda, Sabugal  ed inoltre Cancelliere del Regno di Castiglia e Leon.

## Origine
Pietro, come conferma il documento di donazione, datato 1279 delle Pruebas de la historia de la Casa de Lara era figlio del re di Castiglia e di León e futuro re dei Romani, Alfonso X e di Violante d'Aragona (Don Alfonso, por la gracia de Dios, Rey...... en uno con la Reyna doña Yolant mi muger y con nuestros fijos el Infante don Sancho fijo mayor y heredero, y con don Pedro, y D. John, y D. Jaymes), che, come riporta la Cronaca piniatense, era figlia del Re di Aragona, Conte di Barcellona e delle altre contee catalane, re di Valencia e di Maiorca, signore di Montpellier e Carladès, Giacomo I il Conquistatore e della principessa ungherese Violante, figlia del re di Ungheria Andrea II e della principessa di Costantinopoli Iolanda di Courtenay.

Alfonso X, come riportano i documenti n° XX e XXVII dei DOCUMENTOS DE LA Iglesia Colegial de Santa María la Mayor (hoy Metropolitana) DE VALLADOLID, Siglo XIII, era il figlio maschio primogenito del re di Castiglia, Ferdinando III e della sua prima moglie Elisabetta Hohenstaufen (detta Beatrice di Svevia alla corte di Castiglia)(Ferrandus Dei gratia Rex Castelle et Toleti una cum uxore mea Regina Beatrice et filiis meis Alfonso, Frederico, Fernando)(Ferrandus Dei gratia Rex Castelle et Toleti una cum uxore mea Regina Beatrice et filiis meis Alfonso, Frederico, Ferrando, Henrico), che, come riportano sia gli Annales Marbacenses era figlia del duca di Svevia e re di Germania, Filippo di Svevia (1179-1208, e di Irene Angelo (1181-1208), che secondo il Nicetae Choniatae Historia era figlia dell'imperatore di Costantinopoli, Isacco II Angelo e della prima moglie, Irene Tornikaina (ex priore coniuge libera susceptis, filiabus duabus et uno filio.... alteram" married "Siciliam regis Tangris filio), forse della famiglia dei Paleologi).

## Biografia
Pietro era fratello gemello di Giovanni.
Non si conosce esattamente la sua data di nascita, ma alcuni storici affermano che nacque a Siviglia tra il 15 maggio e il 27 luglio 1260 anche se Manuel González Jiménez afferma, come anche Enrique Flórez, che nacque nel 1261.
Nel 1262 il nome dell'infante Pietro figura tra i confermati del privilegio, concesso il 27 aprile dello stesso anno a Siviglia, per il quale il padre donò a Martín Alfonso di Léon, figlio illegittimo di Alfonso IX di León, i territori di Pereña de la Ribera e Villares de Yeltes, a condizione che, se non avessero avuto figli, questi beni sarebbero tornati alla Corona. In occasione del matrimonio di suo fratello Ferdinando con Bianca di Francia, venne nominato cavaliere insieme a suo fratello Giovanni da Ferdinando stesso, come riporta il Diccionario biográfico español, Real Academia de la Historia.
Il 27 maggio 1273 ricevette dal padre il Monastero di Santo Spirito di Salamanca. L'infante Pietro era un personaggio molto influente a corte, tanto che presiedette la corte quando suo padre viaggiò in Europa per essere nominato imperatore del Sacro Impero.
Nel 1275, suo padre, Alfonso X di ritornò in Castiglia, a Narbona si incontrò col visconte Aimerico IV di Narbona organizzò il matrimonio tra Pietro e Margherita di Narbona, figlia di Aimerico IV.
Nel 1275 l'erede al trono, suo fratello, Ferdinando, maschio primogenito, morì mentre combatteva contro i Mori del sultanato di Granada, nella battaglia di Écija, come riportano gli Anales Toledanos (Anno Domini MCCLXXV obiit D. Fernando filius regis Castrellae). 

Alfonso X, ignorando i diritti dei figlioletti di Ferdinando, nel 1278, nominò nuovo erede al trono il figlio maschio secondogenito, Sancho, come riporta la storica britannica, Hilda Johnstone.

### Assedio di Algeciras (1278-1279)
Durante l'assedio di Algeciras nel 1278 il re lo mise a capo delle truppe di terra; venne tuttavia affiancato nel suo ruolo da Alfonso Fernández di Castiglia, figlio naturale di Alfonso X avente maggiore esperienza in campo militare. Nel Crónica de Alfonso X si racconta che le truppe castigliane che si diressero ad Algeciras partirono da Siviglia nel marzo 1278, anche se l'attacco via terra non iniziò prima del febbraio 1279.
Alfonso X, rimase a Toledo dall'ottobre 1278 al maggio 1279, e nel giugno di quell'anno arrivò a Siviglia per poter vigilare più da vicino l'evoluzione dell'assedio. L'infante Sancho rimase a governare in Castiglia in nome del padre.
Tuttavia, l'assedio di Algeciras si concluse con un fallimento clamoroso dei castigliani, con la disastrosa sconfitta della flotta e l'abbandono dell'accerchiamento, a causa tra l'altro della mancanza di risorse, malattie, e lo scoraggiamento che si diffuse tra gli assedianti.
Nel 1279 Pietro ricevette dal padre la città ed il castello di Cabra.

### Campagna contro il regno di Granada (1279-1281)
All'inizio del 1280, l'infante Pietro era presente, insieme ai fratelli e allo zio, l'infante Manuele, all'Assemblea di Badajoz. In questa assemblea si parlò del disastro accaduto ad Algeciras e si pianificò una campagna contro il regno di Granada per l'anno seguente, e probabilmente Alfonso X pensava di contare con l'appoggio del nipote Dionigi, che salì al trono nel 1279.
Nel 1281 partecipò alla campagna che Alfonso X organizzò contro il regno di Granada, nella quale parteciparono anche i suoi fratelli Sancho e Alfonso Fernández, che morì in quell'anno.
La campagna fu talmente violenta che Muhammad II di Granada chiese una tregua e si impegnò, se necessario, a consegnare un terzo di tutte le sue entrate come paria ad Alfonso X.

### Guerra civile
In un secondo tempo il re, Alfonso X, su insistenza della moglie Violante e del re Filippo III di Francia, fratello della vedova, Bianca di Francia e zio degli Infantes de la Cerda, che minacciava militarmente il regno di Castiglia, nominò suo erede il nipote, Alfonso, figlio di Ferdinando de la Cerda.
Suo fratello, Sancho si ribellò, e, nel 1282, appoggiato dalla maggior parte della nobiltà del regno, secondo il Chronicon de Cardeña iniziò una guerra civile, che, continuando anche nell'anno successivo aveva relegato Alfonso X nel sud del regno di Castiglia, in Murcia e parte dell'Andalusia, la zona di Siviglia. 
Nei primi mesi del 1282 l'infante Sancho delegò il fratello Giovanni con lettere e poteri per ottenere il sostegno dei paesi e città del Regno di León alla sua causa, dove Giovanni aveva molti interessi e sostenitori, e ha visitato, tra gli altri, le città di Toro, Zamora, Benavente, Villalpando e Mayorga, e l'infante Pietro, nel frattempo, è andato alle città di Salamanca e Ciudad Rodrigo con lo stesso obiettivo.

Pietro, che, in un primo momento aveva sostenuto il fratello Sancho che si era autoproclamò re di fronte alle Cortes di Valladolid, successivamente tornò fedele a suo padre, anche per la promessa di avere il governo della Murcia ed infine accettò la carica di cancelliere offertale dal fratello.
L'infante Pietro morì nell'ottobre 1283 a Ledesma, come riportano gli Anales Toledanos (Era de M.y CCC. y XXI....XIV Kal Nov obiit Dñs Petrus, filius nobilissimi Regis Alfonsi et frater Dñi Fernandi). 
Pietro fu sepolto nel Convento di San Francesco a Valladolid

## Matrimonio e discendenza
Pietro si era incontrato con la fidanzata, Margherita, a Bayonne, nel dicembre del 1280, quando al seguito del padre, avevano incontrato il re di Francia, Filippo III.

Pietro, in concomitanza del fratello Giovanni, il 7 febbraio 1281 a Burgos, sposò Margherita di Narbona, come riporta il cap. XVII delle Memorias historicas del Rei Alonso el Sabio, figlia del visconte Aimerico IV di Narbona, e della moglie, Sibilla di Foix (Sibylia uxor dicti domini Aymerici), come ci viene confermato dal documento n° 542 de la Histoire générale de Languedoc avec notes et pièces justificatives, Volume 8, che come conferma la Histoire généalogique et chronologique de la maison royale de France, des pairs, grands officiers de la Couronne, de la Maison du Roy et des anciens barons du royaume.... Tome 3 / par le P. Anselme,... ; continuée par M. Du Fourny Anselme de Sainte-Marie (1625-1694 era figlia del Visconte di Castelbon e Signore di Andorra e conte di Foix, Ruggero IV e come ci conferma la Chroniques romanes des comtes de Foix della moglie, Brunisenda di Cardona.
Pietro da Margherita ebbe un figlio:
- Sancho (1283-1312)[37], che fu signore di Ledesma e delle alte signorie del padre e che morì a Ledesma, come riporta la Historia de las antiguedades de la Ciudad de Salamanca[38].

Pietro ebbe anche un figlio naturale da un'amante di cui non si conosce né il nome né gli ascendenti:
- Sancho Pérez (1280-1314)[39], che morì a Salamanca nel 1314, come riporta un epitaffio nel chiostro di San Francesco a Salamanca, dove fu sepolto (Sancho peh. fijo del Infante don Pedro, y nieto del muy noble el rey don Alonso)[40].

## Ascendenza
|                             |                     |                         | Genitori                      |  |  | Nonni |  |  | Bisnonni           |  |  | Trisnonni             |  |
|                             |                     |                         |                               |  |  |       |  |  | Alfonso IX di León |  |  | Ferdinando II di León |  |
|                             |                     |                         |                               |  |  |       |  |  | Alfonso IX di León |  |  | Ferdinando II di León |  |
|                             |                     | Urraca del Portogallo   |                               |  |  |       |  |  | Alfonso IX di León |  |  |                       |  |
| Ferdinando III di Castiglia |                     |                         |                               |  |  |       |  |  | Alfonso IX di León |  |  |                       |  |
|                             |                     | Berenguela di Castiglia | Alfonso VIII di Castiglia     |  |  |       |  |  |                    |  |  |                       |  |
|                             |                     | Berenguela di Castiglia | Alfonso VIII di Castiglia     |  |  |       |  |  |                    |  |  |                       |  |
|                             |                     | Berenguela di Castiglia | Eleonora d'Inghilterra        |  |  |       |  |  |                    |  |  |                       |  |
| Alfonso X di Castiglia      |                     | Berenguela di Castiglia |                               |  |  |       |  |  |                    |  |  |                       |  |
|                             |                     | Filippo di Svevia       | Federico Barbarossa           |  |  |       |  |  |                    |  |  |                       |  |
|                             |                     | Filippo di Svevia       | Federico Barbarossa           |  |  |       |  |  |                    |  |  |                       |  |
|                             |                     | Filippo di Svevia       | Beatrice di Borgogna          |  |  |       |  |  |                    |  |  |                       |  |
| Beatrice di Svevia          |                     | Filippo di Svevia       |                               |  |  |       |  |  |                    |  |  |                       |  |
|                             |                     | Irene Angelo            | Isacco II Angelo              |  |  |       |  |  |                    |  |  |                       |  |
|                             |                     | Irene Angelo            | Isacco II Angelo              |  |  |       |  |  |                    |  |  |                       |  |
|                             |                     | Irene Angelo            | Irene                         |  |  |       |  |  |                    |  |  |                       |  |
| Pietro di Castiglia         |                     | Irene Angelo            |                               |  |  |       |  |  |                    |  |  |                       |  |
|                             | Pietro II d'Aragona | Alfonso II d'Aragona    |                               |  |  |       |  |  |                    |  |  |                       |  |
|                             | Pietro II d'Aragona | Alfonso II d'Aragona    |                               |  |  |       |  |  |                    |  |  |                       |  |
|                             | Pietro II d'Aragona | Sancha di Castiglia     |                               |  |  |       |  |  |                    |  |  |                       |  |
| Giacomo I d'Aragona         | Pietro II d'Aragona |                         |                               |  |  |       |  |  |                    |  |  |                       |  |
|                             |                     | Maria di Montpellier    | Guglielmo VIII di Montpellier |  |  |       |  |  |                    |  |  |                       |  |
|                             |                     | Maria di Montpellier    | Guglielmo VIII di Montpellier |  |  |       |  |  |                    |  |  |                       |  |
|                             |                     | Maria di Montpellier    | Eudocia Comnena               |  |  |       |  |  |                    |  |  |                       |  |
| Violante d'Aragona          |                     | Maria di Montpellier    |                               |  |  |       |  |  |                    |  |  |                       |  |
|                             |                     | Andrea II d'Ungheria    | Bela III d'Ungheria           |  |  |       |  |  |                    |  |  |                       |  |
|                             |                     | Andrea II d'Ungheria    | Bela III d'Ungheria           |  |  |       |  |  |                    |  |  |                       |  |
|                             |                     | Andrea II d'Ungheria    | Agnese di Chatillon           |  |  |       |  |  |                    |  |  |                       |  |
| Iolanda d'Ungheria          |                     | Andrea II d'Ungheria    |                               |  |  |       |  |  |                    |  |  |                       |  |
|                             |                     | Iolanda di Courtenay    | Pietro II di Courtenay        |  |  |       |  |  |                    |  |  |                       |  |
|                             |                     | Iolanda di Courtenay    | Pietro II di Courtenay        |  |  |       |  |  |                    |  |  |                       |  |
|                             |                     | Iolanda di Courtenay    | Iolanda di Fiandra            |  |  |       |  |  |                    |  |  |                       |  |
|                             |                     | Iolanda di Courtenay    |                               |  |  |       |  |  |                    |  |  |                       |  |

### Fonti primarie
- (LA)  Monumenta Germaniae Historica, Scriptores, tomus XVII.
- (LA)  (ES)  #ES España sagrada, Volume 23.
- (LA)  #ES DOCUMENTOS DE LA Iglesia Colegial de Santa María la Mayor (hoy Metropolitana) DE VALLADOLID, Siglo XIII.
- (LA)  Nicetae Choniatae Historia, Imperiii Isaacii Angeli
- (LA)  Histoire générale de Languedoc avec notes et pièces justificatives, Volume 5.
- (ES)  Crónica de San Juan de la Peña.
- (OC, FR)  Chroniques romanes des comtes de Foix.
- (ES)  Historia de las antiguedades de la Ciudad de Salamanca
- (ES)  Crónicas de los reyes de Castilla: Crónica del rey don Alfonso Décimo.
- (ES)  Pruebas de la historia de la Casa de Lara.
- (ES)  Memorias historicas del Rei Alonso el Sabio

### Letteratura storiografica
- Hilda Johnstone, "Francia: gli ultimi capetingi", in Storia del mondo medievale, vol. VI, 1999, pp.569–607
- Echániz Sans, María, El monasterio femenino de Sancti Spíritus de Salamanca: colección diplomática (1268-1400), Madrid, Instituto Jerónimo Zurita. CSIC, 1993, ISBN 84-7481-748-X.
- Arco y Garay, Ricardo del, Sepulcros de la Casa Real de Castilla, Madrid, Instituto Jerónimo Zurita. CSIC, 1954, OCLC 11366237.
- Flórez, Enrique, España Sagrada, Tomo XXIII, Madrid, Antonio Marín, 1767, OCLC 496610214.
- González García, Manuel, Salamanca en la Baja Edad Media, Volumen 14 de Temas de historia local y provincial: Serie varia, Salamanca, Ediciones de la Universidad de Salamanca y Excmo. Ayuntamiento de Salamanca, 1982, ISBN 9788474812053.